# 上奥里藏特
上奥里藏特是巴西戈亚斯州的一个市镇。总面积503.762平方公里，总人口2872人，人口密度5.7人/平方公里。